# Gondar Airport

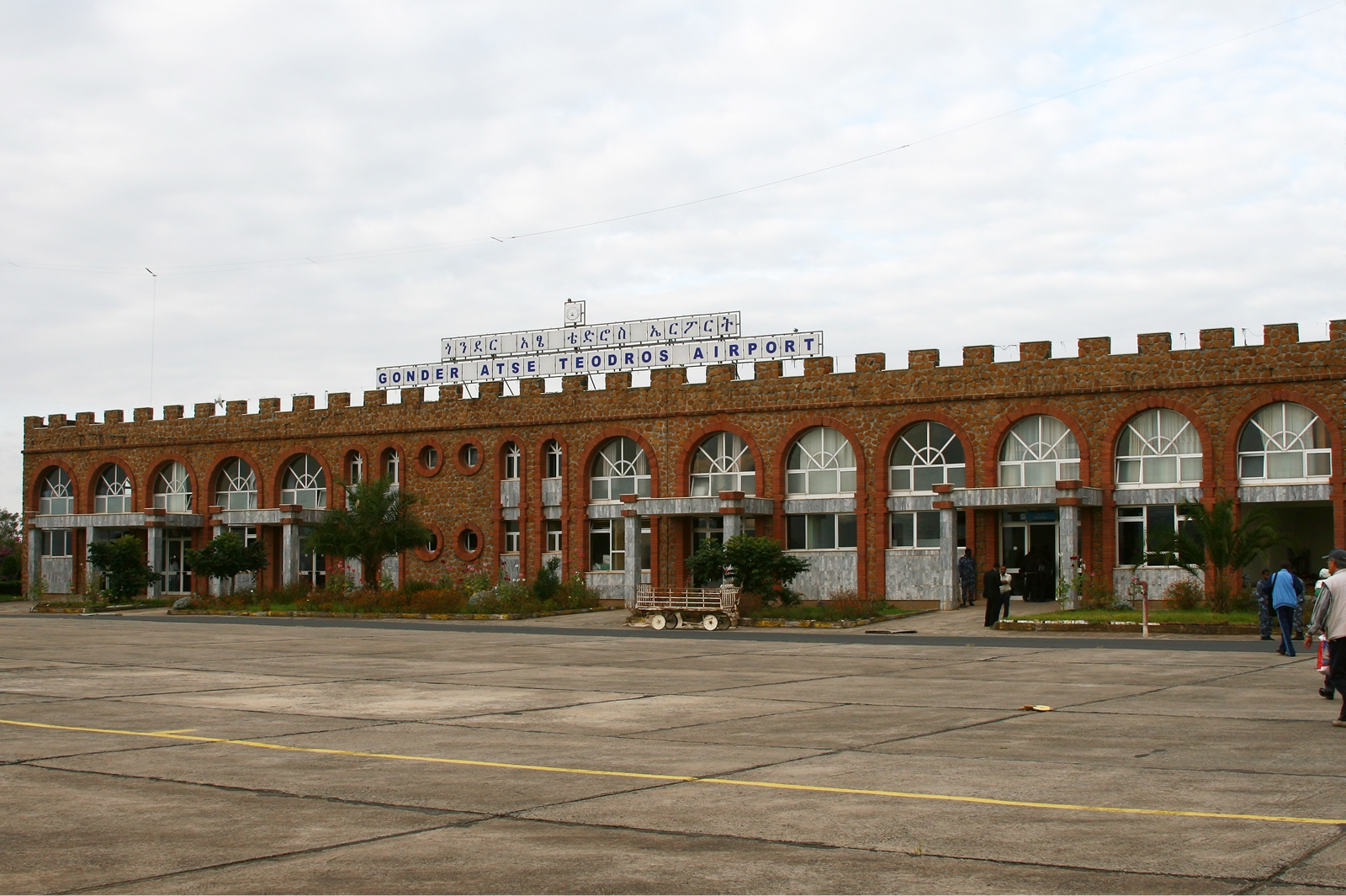
Gondar Airport.

Gondar Airport (IATA-kod GDQ, ICAO-box HAGN) är en flygplats sydväst om Gonder, Etiopien. 2005 besökte drygt 500 000 personer flygplatsen. Gondar-Airport är Etiopiens tredje största flygplats.

## Flygbolag och destinationer
- Ethiopian Airlines (Addis Abeba Bole International Airport, Lalibela Airport)